# Павловички
Павловічкі (пол. Pawłowiczki, нім. Gnadenfeld II) — село в Польщі, у гміні Павловички Кендзежинсько-Козельського повіту Опольського воєводства.
Населення — 1213 осіб (2011).

## Демографія
Демографічна структура станом на 31 березня 2011 року:
|          | Загалом | Допрацездатний вік | Працездатний вік | Постпрацездатний вік |
| -------- | ------- | ------------------ | ---------------- | -------------------- |
| Чоловіки | 584     | 93                 | 417              | 74                   |
| Жінки    | 629     | 117                | 363              | 149                  |
| Разом    | 1213    | 210                | 780              | 223                  |